# Remo North
Remo North è una delle venti aree a governo locale (local government areas) in cui è suddiviso lo stato di Ogun, nella Repubblica Federale della Nigeria.
Si estende su una superficie di 199 km² e conta una popolazione di 59.911 abitanti.